# Gimnastika na Poletnih olimpijskih igrah 1996
Gimnastika na Poletnih olimpijskih igrah 1996. Tekmovanja so potekala v osmih disciplinah za moške in šestih za ženske v športni gimnastiki ter v dveh disciplinah za ženske v ritmični gimnastiki med 20. in 29. julijem 1996 v Atlanti. 

## Športna gimnastika

### Dobitniki medalj
| Disciplina          | Zlato | Srebro | Bron |
| Mnogoboj ekipno     | Rusija · Sergej Harkov · Nikolaj Krjukov · Aleksej Nemov · Jevgenij Podgornj · Dimitrij Truš · Dimitrij Vasilenko · Aleksej Voropajev | Kitajska · Fan Bin · Fan Hongbin · Huang Huadong · Huang Liping · Li Šiaošuang · Šen Džian · Žang Džindžing | Ukrajina · Igor Korobčinski · Oleg Kosjak · Grigorij Misutin · Vladimir Šamenko · Rustam Šaripov · Oleksandr Svetlični · Jurij Jermakov |
| Mnogoboj posamično  | Li Šiaošuang (CHN) | Aleksej Nemov (RUS)                                                                                         | Vitalij Ščerbo (BLR) |
| Parter              | Ioannis Melissanidis (GRE) | Li Šiaošuang (CHN)                                                                                          | Aleksej Nemov (RUS) |
| Konj z ročaji       | Li Donghua (SUI) | Marius Urzică (ROU)                                                                                         | Aleksej Nemov (RUS) |
| Krogi               | Jury Chechi (ITA) | Szilveszter Csollány (HUN) · Dan Burincă (ROU)                                                              | |
| Preskok             | Aleksej Nemov (RUS) | Jeo Hong-Čul (KOR)                                                                                          | Vitalij Ščerbo (BLR) |
| Enovišinska bradlja | Rustam Šaripov (UKR) | Jair Lynch (USA)                                                                                            | Vitalij Ščerbo (BLR) |
| Drog                | Andreas Wecker (GER) | Krasimir Dunev (BUL)                                                                                        | Vitalij Ščerbo (BLR) · Fan Bin (CHN) · Aleksej Nemov (RUS)                                                                              |

### Dobitnice medalj
| Disciplina          | Zlato | Srebro | Bron |
| Mnogoboj ekipno     | ZDA · Amanda Borden · Amy Chow · Dominique Dawes · Shannon Miller · Dominique Moceanu · Jaycie Phelps · Kerri Strug | Rusija · Jelena Dolgopolova · Rozalija Galijeva · Jelena Groševa · Svetlana Horkina · Dina Kočetkova · Jevgenija Kuznecova · Oksana Ljapina | Romunija · Simona Amânar · Gina Gogean · Ionela Loaieş · Alexandra Marinescu · Lavinia Miloşovici · Mirela Ţugurlan |
| Mnogoboj posamično  | Lilija Podkopajeva (UKR)                                                                                            | Gina Gogean (ROU) | Simona Amânar (ROU) · Lavinia Miloşovici (ROU)                                                                      |
| Preskok             | Simona Amânar (ROU)                                                                                                 | Mo Huilan (CHN) | Gina Gogean (ROU)                                                                                                   |
| Dvovišinska bradlja | Svetlana Horkina (RUS)                                                                                              | Bi Vendžing (CHN) · Amy Chow (USA) | |
| Gred                | Shannon Miller (USA)                                                                                                | Lilija Podkopajeva (UKR) | Gina Gogean (ROU)                                                                                                   |
| Parter              | Lilija Podkopajeva (UKR)                                                                                            | Simona Amânar (ROU) | Dominique Dawes (USA)                                                                                               |

## Ritmična gimnastika

### Dobitnice medalj
| Disciplina         | Zlato | Srebro | Bron |
| Mnogoboj ekipno    | Španija · Estela Giménez Cid · Marta Baldó Marín · Nuria Cabanillas Provencio · Lorena Guréndez García · Estíbaliz Martínez Yerro · Tania Lamarca Celada | Bolgarija · Ina Delčeva · Valentina Kevlian · Marija Koleva · Maja Tabakova · Ivelina Taleva · Viara Vatačka | Rusija · Jevgenija Bočkarjova · Irina Dzjuba · Julija Ivanova · Jelena Krivošej · Olga Štirenko · Angelina Juškova |
| Mnogoboj posamično | Jelena Serebrianska (UKR) | Janina Batirčina (RUS)                                                                                       | Jelena Vitričenko (UKR)                                                                                            |

## Medalje po državah
| Poz | Država       | Zlato | Srebro | Bron | Skupaj |
| 1   | Ukrajina     | 4     | 1      | 2    | 7      |
| 2   | Rusija       | 3     | 3      | 4    | 10     |
| 3   | ZDA          | 2     | 2      | 1    | 5      |
| 4   | Romunija     | 1     | 4      | 5    | 10     |
| 5   | Kitajska     | 1     | 4      | 1    | 6      |
| 6   | Španija      | 1     | 0      | 0    | 1      |
| 6   | Nemčija      | 1     | 0      | 0    | 1      |
| 6   | Grčija       | 1     | 0      | 0    | 1      |
| 6   | Italija      | 1     | 0      | 0    | 1      |
| 6   | Švica        | 1     | 0      | 0    | 1      |
| 11  | Bolgarija    | 0     | 2      | 0    | 2      |
| 12  | Južna Koreja | 0     | 1      | 0    | 1      |
| 12  | Madžarska    | 0     | 1      | 0    | 1      |
| 14  | Belorusija   | 0     | 0      | 4    | 4      |